# Нью-Гейвен (Коннектикут)
Нью-Ге́йвен (Ню Гевн, англ. New Haven) — місто (англ. city) в США, в окрузі Нью-Гейвен штату Коннектикут. Населення — 134 023 особи (2020). Назва також відноситься і до агломерації Великий Нью-Гейвен із населенням до 800 тис. осіб. Місто розташоване на березі Нью-Гейвенської бухти, на північній стороні протоки Лонг-Айленд.

## Історія
Місто було засноване в 1638 році, коли близько п'яти сотень пуритан залишили колонію Массачусетської затоки та заснували колонію Нью-Гейвен. У 1701—1875 роках Нью-Гейвен поділяв функції адміністративного центру штату Коннектикут з містом Гартфордом.
Нью-Гейвен був одним із перших міст у Північній Америці, що будувалися за централізованим планом. Наступного року після заснування були прокладені вісім вулиць, решіткою чотири на чотири, приклад плану, нині відомого як «План дев'яти квадратів». Центральний квартал міста — велика галявина, вкрита травою, зараз відома як Нью-Гейвен-Грін і є історичною територією та центром ділового району міста. У Нью-Гейвені була проведена перша в Америці муніципальна програма озеленення міста, коли на вулицях міста було насаджено багато зрілих дерев, зокрема великих в'язів, які й надали місту назву «Місто в'язів».
У Нью-Гейвені розташований Єльський університет, один з найстаріших та найпрестижніших університетів країни. Крім нього, основу економіки міста складають підприємства охорони здоров'я (лікарні, біотехнологічні компанії), професійних (юридичні, архітектурні, маркетингові) та фінансових послуг, роздрібна торгівля.
Історично в місті була розвинута важка промисловість, яка почала занепадати в середині та другій половині XX століття, у результаті чого багато підприємств закрилося. Проте, починаючи з середини 1990-х років, відбувається значне пожвавлення ділової активності в місті.

## Географія
Нью-Гейвен розташований за координатами 41°18′39″ пн. ш. 72°55′30″ зх. д. / 41.31083° пн. ш. 72.92500° зх. д. (41.310809, -72.924953). За даними Бюро перепису населення США, в 2010 році місто мало площу 52,12 км², з яких 48,38 км² — суходіл та 3,74 км² — водойми.

### Клімат
| Клімат : Нью-Гейвен | Клімат : Нью-Гейвен | Клімат : Нью-Гейвен | Клімат : Нью-Гейвен | Клімат : Нью-Гейвен | Клімат : Нью-Гейвен | Клімат : Нью-Гейвен | Клімат : Нью-Гейвен | Клімат : Нью-Гейвен | Клімат : Нью-Гейвен | Клімат : Нью-Гейвен | Клімат : Нью-Гейвен | Клімат : Нью-Гейвен | Клімат : Нью-Гейвен |
| Показник | Січ.                | Лют.                | Бер.                | Квіт.               | Трав.               | Черв.               | Лип.                | Серп.               | Вер.                | Жовт.               | Лист.               | Груд.               | Рік                 |
| Абсолютний максимум, °C | 18,9                | 19,4                | 27,2                | 32,2                | 37,2                | 36,7                | 40,0                | 40,0                | 38,3                | 30,0                | 30,0                | 21,1                | 40,0                |
| Середній максимум, °C | 3,2                 | 4,7                 | 8,7                 | 14,6                | 20,3                | 25,2                | 28,1                | 27,2                | 23,6                | 17,4                | 11,9                | 6,1                 | 15,9                |
| Середня температура, °C | −1,1                | 0,4                 | 4,1                 | 9,6                 | 14,9                | 20,3                | 23,3                | 22,7                | 18,5                | 12,3                | 7,3                 | 2,1                 | 11,2                |
| Середній мінімум, °C | −5,4                | −3,9                | −0,4                | 4,6                 | 9,6                 | 15,4                | 18,6                | 18,3                | 13,4                | 7,2                 | 2,6                 | −2                  | 6,6                 |
| Абсолютний мінімум, °C | −22,2               | −20,6               | −17,2               | −8,3                | −1,1                | 4,4                 | 9,4                 | 6,1                 | 1,1                 | −4,4                | −10                 | −20,6               | −22,2               |
| Середня кількість сонячних годин на місяць                                                                                               | 186                 | 170                 | 217                 | 240                 | 279                 | 270                 | 279                 | 248                 | 210                 | 217                 | 150                 | 155                 | 2621                |
| Норма опадів, мм | 81                  | 73                  | 109                 | 113                 | 106                 | 102                 | 102                 | 100                 | 111                 | 108                 | 100                 | 92                  | 1197                |
| Днів з опадами | 12                  | 11                  | 12                  | 11                  | 12                  | 10                  | 9                   | 9                   | 8                   | 7                   | 11                  | 12                  | 124,0               |
| Вологість повітря, % | 62.8                | 60.3                | 64.4                | 65.1                | 69.7                | 73.8                | 74.2                | 73.8                | 74.1                | 70.4                | 68.2                | 63.6                | 68                  |
| --- | ------------------- | ------------------- | ------------------- | ------------------- | ------------------- | ------------------- | ------------------- | ------------------- | ------------------- | ------------------- | ------------------- | ------------------- | ------------------- |
| Джерело: NOAA, WRCC (some extremes), Weatherbase (precipitation days and humidity) and Weather Atlas (daily sunshine hours and UV index) |                     |                     |                     |                     |                     |                     |                     |                     |                     |                     |                     |                     |                     |

## Демографія
Згідно з переписом 2010 року, у місті мешкало 129 779 осіб у 48 877 домогосподарствах у складі 26 292 родин. Густота населення становила 2490 осіб/км². Було 54967 помешкань (1055/км²).
Расовий склад населення:
| - 42,6 % — білих - 35,4 % — чорних або афроамериканців - 4,6 % — азіатів - 0,5 % — корінних американців - 0,1 % — вихідців з тихоокеанських островів - 13,0 % — осіб інших рас |

До двох чи більше рас належало 3,9 %. Частка іспаномовних становила 27,4 % від усіх жителів.
За віковим діапазоном населення розподілялося таким чином: 22,8 % — особи молодші 18 років, 68,0 % — особи у віці 18—64 років, 9,2 % — особи у віці 65 років та старші. Медіана віку мешканця становила 29,9 року. На 100 осіб жіночої статі у місті припадало 92,9 чоловіків; на 100 жінок у віці від 18 років та старших — 90,1 чоловіків також старших 18 років.
Середній дохід на одне домашнє господарство становив 57 499 доларів США (медіана — 37 192), а середній дохід на одну сім'ю — 68 560 доларів (медіана — 45 540). Медіана доходів становила 44 605 доларів для чоловіків та 41 086 доларів для жінок. За межею бідності перебувало 26,6 % осіб, у тому числі 37,7 % дітей у віці до 18 років та 15,3 % осіб у віці 65 років та старших.
Цивільне працевлаштоване населення становило 58 556 осіб. Основні галузі зайнятості: освіта, охорона здоров'я та соціальна допомога — 41,1 %, мистецтво, розваги та відпочинок — 11,5 %, роздрібна торгівля — 8,9 %, науковці, спеціалісти, менеджери — 8,2 %.

## Університети та коледжі
- Єльський університет, заснований у 1701 році
- Богословська школа Берклі, заснована в 1854 році
- Університет Південного Коннектикуту, заснований у 1893 році
- Університет Нью-Гейвена, заснований у 1920 році
- Коледж Альберта Великого, заснований у 1925 році

## Промисловість
Нью-Гейвен промисловий, торгово-фінансовий і культурний центр Нової Англії. Порт в основному обслуговує нафтову промисловість регіону. Тут розвинене виробництво авіадвигунів, стрілецької зброї, інструментів, паперу, годинників та гумових виробів.

## Відомі особистості
- Джейред Інгерсол (1749—1822) — американський юрист та політичний діяч
- Джон Ренд (1871—1940) — американський актор епохи німого кіно
- Джозеф Фарнем (1884—1931) — американський драматург і сценарист епохи німого кіно
- Вільям Кемерон Мензіс (1896—1957) — американський художник-постановник і артдиректор
- Джордж Мерфі (1902—1992) — американський танцюрист, актор і політик-республіканець
- Констанція Бейкер Мотлі (1921—2005) — афро-американська активістка громадянських прав
- Робертс Блоссом (1924—2011) — американський актор
- Мітіко Какутані (* 1955) — американська літературна критикиня.